# Монастир Кофуку
Монасти́р Ко́фуку або Кофу́ку-дзі́ (яп. 興福寺, こうふく, МФА: [koːɸuku d͡ʑi], «монастир великого щастя») — буддистський монастир в Японії.  Належить секті Хоссо.  Головний монастир секту. Розташований за адресою: префектура Нара, місто Нара, квартал Ноборі-одзі 48. Монастирський титул — відсутній.  Заснований 669 року. Головною святинею монастиря є статуя будди Шак'ямуні. До цінних пам'яток належать п'ятиярусна пагода (національний скарб Японії), статуя сидячого будди Міроку (національний скарб Японії), південний круглий храм (важлива культурна пам'ятка Японії), тощо.
 Один з «Семи великих монастирів Південної столиці». Об'єкт Світової Спадщини ЮНЕСКО в Японії, Національний скарб Японії.

## Короткі відомості
Монастир Кофуку був родовим монастирем аристократичного роду Фудзівара. У 669 році, за заповітом Фудзівари но Каматарі його дружина Каґамі но Окімі збудувала у провінції Ямасіро буддистську обитель і назвала її Ямасіна-дера. Після 672 року, по завершенню смути Дзінсін, будівлі цього монастиря перенесли до провінції Ямато, у нову японську столицю Фудзівара, де він отримав назву Умаясака-дера. Нарешті, у 710 році, його було зново перенесено у зв'язку з встановленням столиці до міста Хейдзьо, на території сучасної Нари. На новому місці монастир стали називати Кофуку-дзі.
В 10 — 12 століттях, разом із посиленням позицій роду Фудзівара в японському уряді, зростав вплив і економічна могутність монастиря Кофуку. Він служив притулком для неугодних синів і родичів Імператорської сім'ї та аристократичних родин Кіото. Монастир володів численними приватними маєтками, а також арміями озброєних ченців сохеїв. Останніх називали «нарськими ченцями» за аналогією з озброєними ватагами «гірських ченців» монастиря Енряку.
Часті суперечки монастиря Кофуку з владою, зокрема з диктаторами роду Тайра, призвели до спалення урядовими самураями значної частини монастиря у 1170 році. Реставраційні роботи були проведені у 13 столітті зусиллями Камакурського сьоґунату, проте у 1717 році монастир знову спіткала пожежа і багато архітектурних пам'яток було втрачено.
Від споруд 13 століття до сьогодні дійшли Східний золотий храм, п'ятиярусна пагода, Північна кругла Зала та інші. Вони внесені до списку Національних скарбів Японії. Крім них в обителі знаходиться чимало інших культурних цінностей 9 — 18 століття: скульптури, картини, рукописи.
У 1998 році монастир Кофуку було зараховано до Світової Спадщини ЮНЕСКО в складі групи старожитностей «Культурні пам'ятки стародавньої Нари».

## Галерея

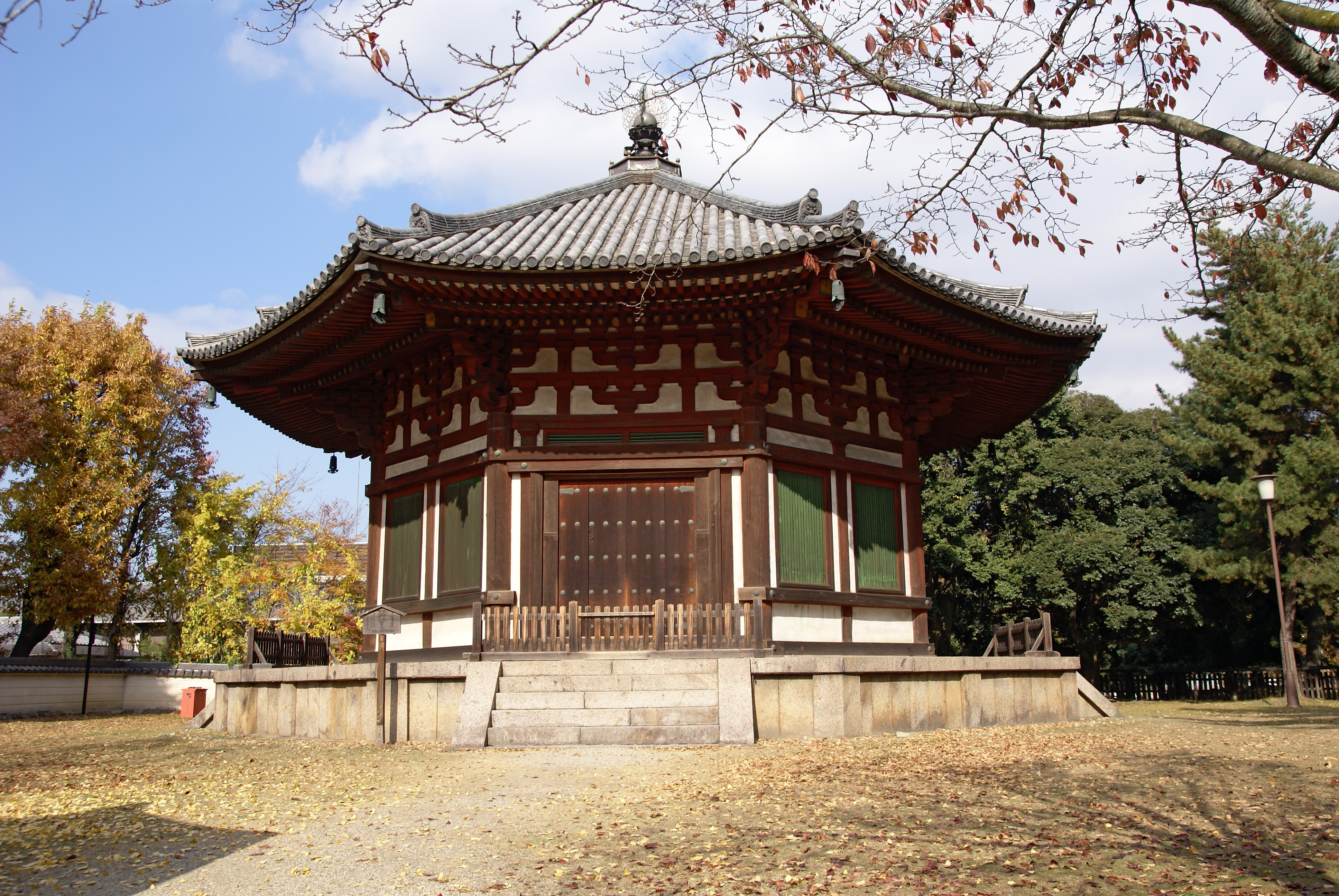
Північна кругла Зала
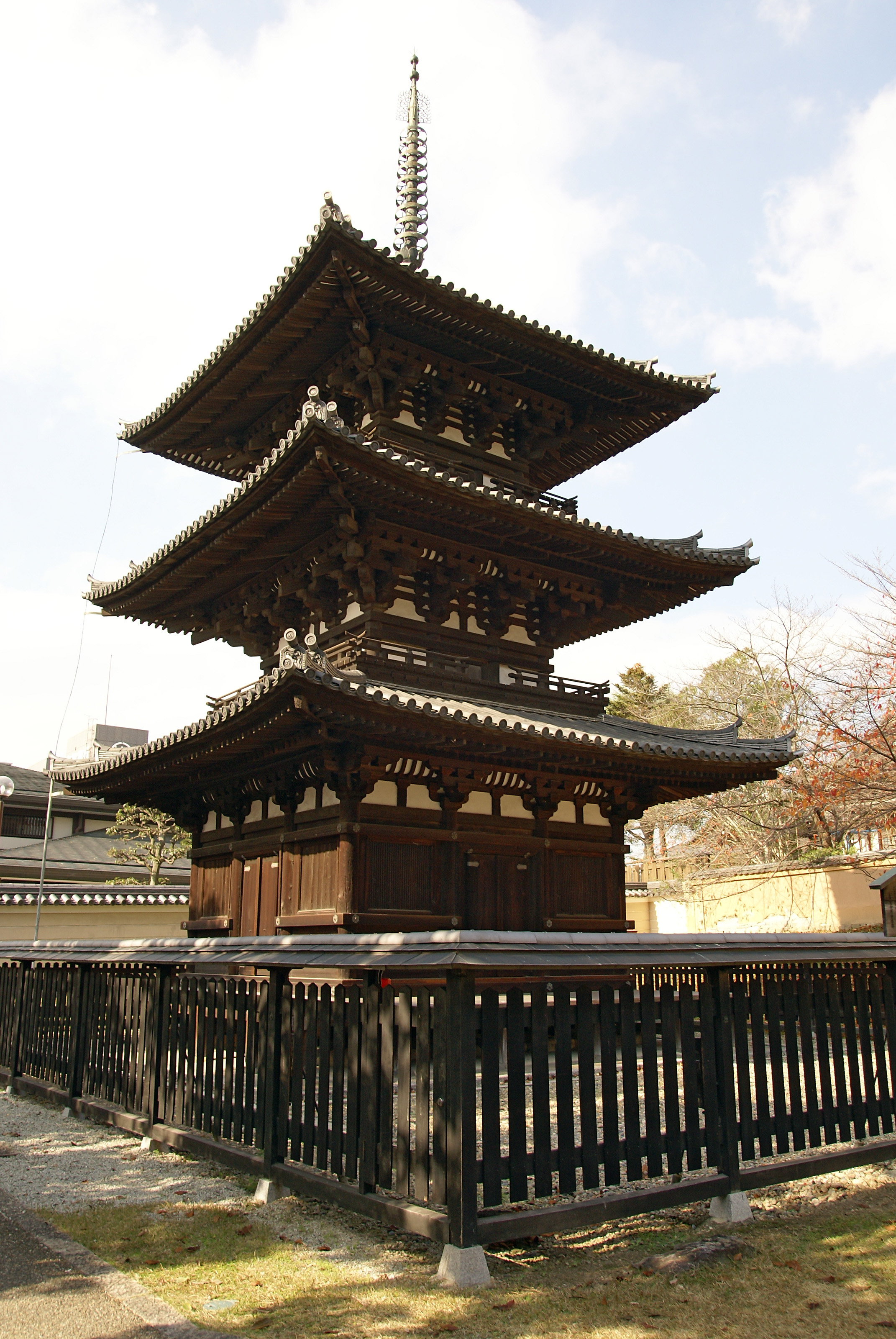
Триярусна пагода
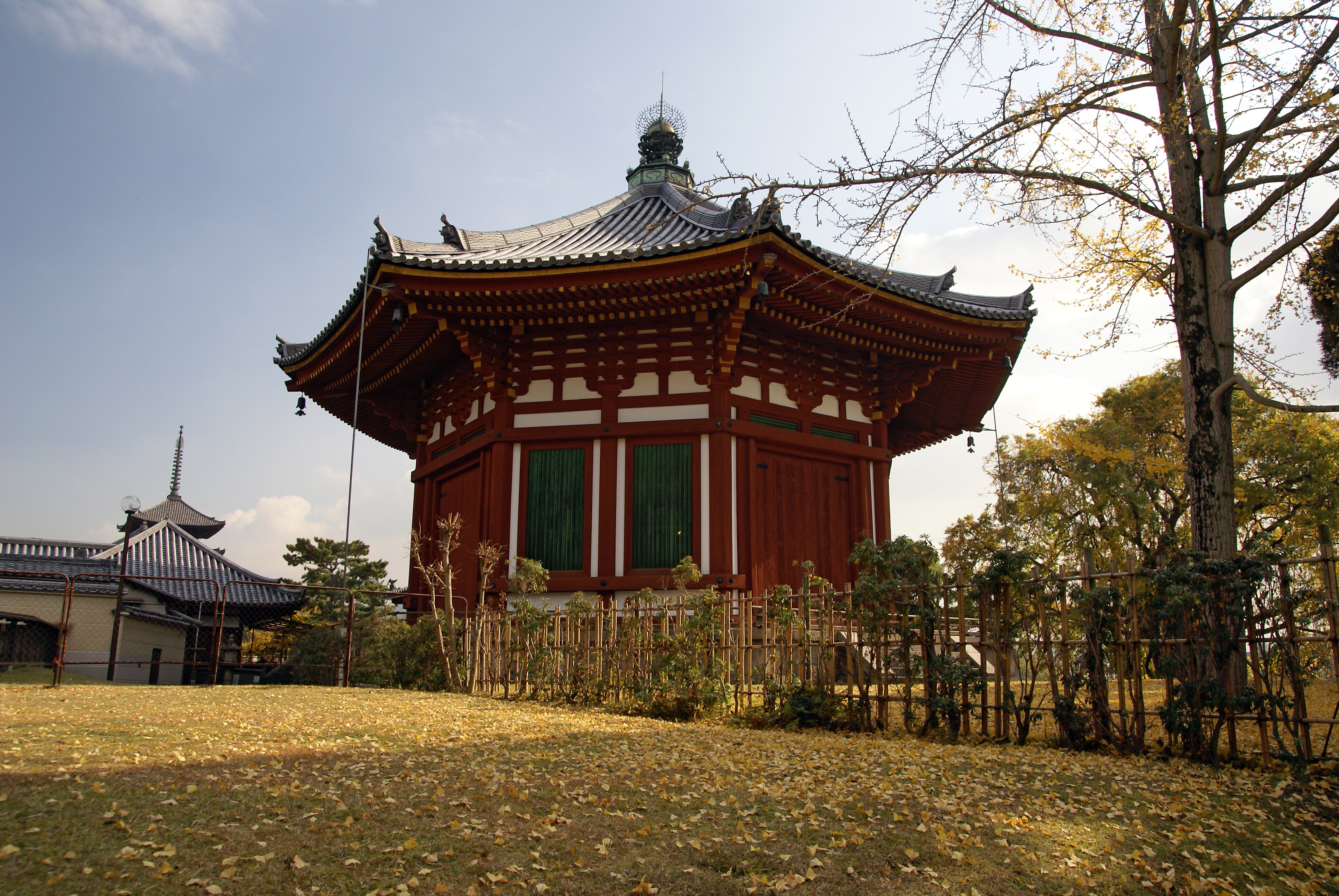
Південна кругла Зала
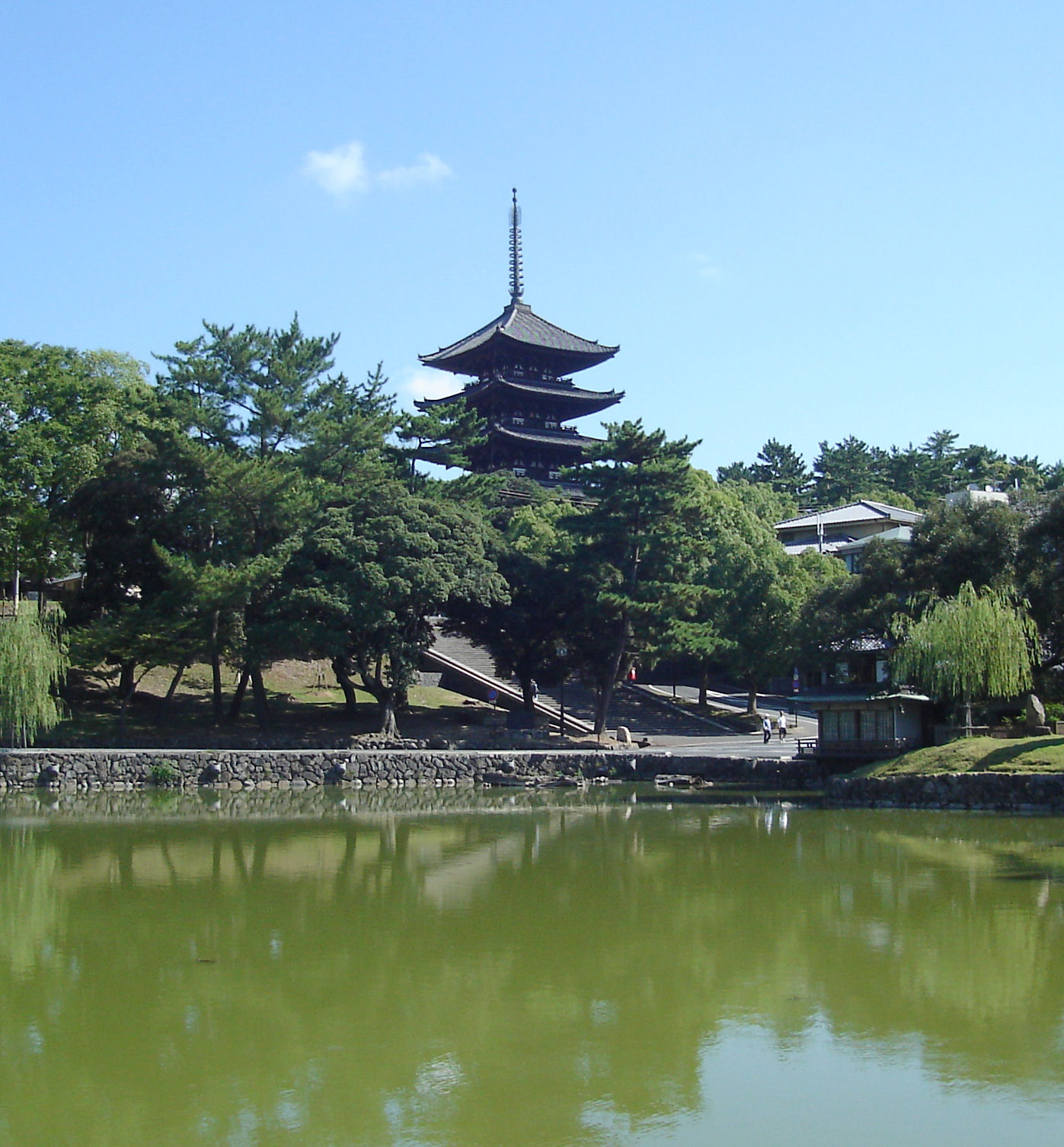
Монастирський ставок